# Naked Blood
Naked Blood (ネケッドブラーッド女虐?, Nekeddo Burâddo - Megyaku) è un film del 1995, diretto da Hisayasu Satō.

## Trama
Tre ragazze si sottopongono volontariamente a un esperimento della dottoressa Yuki Kure, per testare un nuovo contraccettivo. A loro insaputa viene però iniettata nei loro corpi una nuova droga, chiamata Myson. Ad iniettare la droga è stato Eiji, il diciassettenne figlio della dottoressa e di uno scienziato scomparso misteriosamente. Il Myson è una droga capace di tramutare il dolore in piacere. È stata inventata dal padre di Eiji, ma lasciata incompleta a causa della sua misteriosa scomparsa. Eiji è stato in grado di perfezionarla e adesso spia le ragazze con una videocamera, per verificarne gli effetti.
Dopo un certo tempo gli effetti della droga iniziano a manifestarsi: una delle ragazze, ossessionata dalla perfezione e dalla bellezza del suo corpo, inizia a perforarsi con aghi e spilloni di ogni tipo, fino alla morte. L'altra ragazza, ossessionata dal cibo, inizia a cucinarsi ogni sorta di prelibatezze. Mentre sta cucinando la tempura, mette una mano nell'olio bollente e la frigge, quindi divora un suo dito. Successivamente taglia una delle piccole labbra e le mangia, quindi taglia e mangia un capezzolo e infine si estrae un occhio per mangiarlo.
Solo la terza ragazza, Rika Mikami, sembra immune dalla droga. Rika è una ragazza solitaria, che soffre di insonnia. Per poter sognare ha bisogno di una macchina per la realtà virtuale, collegata a un cactus. Eiji si innamora della ragazza e inizia a seguirla. Rika lo porta a casa sua e gli fa provare la sua macchina, quindi lo bacia. Intanto la madre di Eiji scopre del Myson, e il figlio le rivela tutto. Sconvolta, la madre scopre che le due ragazze sono morte e tenta di salvare Rika.
Rika, tuttavia, la aggredisce sventrandola, quindi si reca nel suo appartamento, dove trova Eiji. I due inseriscono sulle loro teste la macchina per la realtà virtuale e hanno un rapporto sessuale. Eiji scopre che in realtà è stata Rika ad uccidere definitivamente le due ragazze, accoltellandole a morte. Rika taglia la gola a Eiji. La madre di Eiji, ancora viva, ha una visione in cui appare suo marito, che entra nello squarcio del suo ventre per rimanere per sempre dentro di lei.
Anni dopo, Rika è in un luogo deserto, insieme al figlio, che si chiama Eiji. Rika sale su una motocicletta e lascia il piccolo Eiji in compagnia di una videocamera.

## Collegamenti ad altre pellicole
- La sequenza in cui una donna si estirpa un occhio e lo mangia era già presente in Guinea Pig: Flowers of Flesh and Blood, secondo episodio della serie Guinea Pig.
- La sequenza in cui una delle ragazze dell'esperimento mette una mano sull'olio bollente verrà riproposta in The Machine Girl, diretto nel 2008 da Noboru Iguchi, in cui alla protagonista viene infilata una mano nell'olio bollente e la mano si trasforma in tempura.